# Paul D'Amour
Paul D'Amour, född 12 maj 1967 i Spokane, Washington, är en amerikansk gitarrist, basgitarrist, låtskrivare, musikproducent och ljudtekniker. Han var rock-gruppen Tools förste basist. 
D'Amour fick sparken från Tool år 1995, men av respekt och hövlighet framställde bandet detta som att D'Amour ville lämna bandet frivilligt. Efter att ha lämnat Tool bildade D'Amour det psykedeliska popbandet Lusk, tillsammans med Brad Laner, Chris Pitman (numera medlem i Guns N' Roses) och Greg Edwards (numera i Autolux). 1997 släppte de sitt enda album hittills, Free Mars.
Sedan 2005 skriver och uppträder D'Amour under namnet Feersum Ennjin, inspirerat av en science fiction-roman av Iain Banks. Projektet har en självbetitlad EP släppt under Silent Uproar Records.

## Diskografi (urval)
Med Tool
- Opiate (EP) (1992)
- Undertow (1993)

Med Lusk
- Free Mars (1997)

Som Feersum Ennjin
- Feersum Ennjin (EP) (2004)

Soloalbum
- Cadences of Loneliness (2008)

Som gästmusiker
- Replicants – Replicants (1996)
- Lesser Key – Lesser Key (2014)